# Xã Washington, Quận Lehigh, Pennsylvania
Xã Washington (tiếng Anh: Washington Township) là một xã thuộc quận Lehigh, tiểu bang Pennsylvania, Hoa Kỳ. Năm 2010, dân số của xã này là 6.624 người.